# Чемпионат мира по современному пятиборью 1962
XI Чемпионат мира по современному пятиборью среди мужчин проходил в городе Мехико (Мексика) с 21 по 25 октября 1962 года.
Чемпионат в Мехико собрал представителей 16 стран. 47 спортсменов оспаривали первенство
за звание сильнейшего пятиборца мира. Специфика Мехико - высота 2240 м над уровнем моря. 
Это означало, что спортсменам предстояло продемонстрировать не только мастерство, силу,
ловкость и волю, но и выносливость к жаре и кислородной недостаточности. Хотя многие делегации
прибыли на Латиноамериканский континент заранее, все же климатические условия не могли
не сказаться на ходе и результат соревнований.
Команда Советского Союза была представлена двумя дебютантами Эдуардом Сдобниковым и Валерием Пичужкиным, а также действующим чемпионом мира Игорем Новиковым, запасной - Альберт Мокеев. Старший тренер - Талаев Евгений Петрович.

## Верховая езда
Эспаланда-де-Паламес, пригород Мехико.
Трудная пятидневная борьба, как всегда, началась с конного кросса, маршрут которого, помимо 15 препятствий, представлял собой скалистую местность с массой оврагов, расщелин, крутых рвов.
По своей сложности она превосходила все трассы предыдущих чемпионатов. Ни одному участнику не удалось заработать на ней 1000 очков. Только бразилец Венцеслав Мальта и итальянец Альфонсо Оттавиани «привезли» по 920 очков. Финн Вайно Корхонен с 912 очками занял 3-е место, австриец Дункан Паж с 880—4-е. Пятое и 6-е места достались американцу Алану Джексону и австрийцу Петеру Лихтнеру-Хоеру.
По итогам первого дня на 1-м месте команда США, на 2-м—Мексики, на 3-м — Финляндии. Фаворитам предыдущего чемпионата — советской и венгерской командам не повезло.
Началось с того, что в день знакомства с трассой конного кросса Андраш Бальцо лежал с температурой 38 градусов. К началу соревнований температуру удалось сбить, но от слабости он едва держался на ногах. С присущим Бальцо юмором он вспоминал этот день, говоря, но на коне, конечно, пришлось посидеть, но от этого не стало легче. Он пришел к финишу измотанным, заработав всего 570 очков. Его соотечественники Ференц Терек и Имре Надь получили соответственно 796 и 832 очка. Всех мучили одышка и кислородный голод.
Советской команде пришлось совсем плохо. Валерию Пичушкину по жребию достался крупный красавец Ингано (в переводе «Обманщик»). Хозяин знал, как назвать своего коня. На разминке он отлично выполнял все требования Пичушкина. А на кроссе пять закидок, в итоге у спортсмена 380 очков. Игорю Новикову достался Амир, который пешком вез своего наездника. Тридцать шестое место, 488 очков, что напрочь лишило Новикова возможности вновь стать чемпионом мира. Здесь хотелось бы сделать отступление, обратив внимание на эмоциональное состояние спортсмена. Новиков, как он сам в этом признался, был очень огорчен, так как его потенциальные возможности давали основания надеяться на очередную победу. Но не все так просто и однозначно. «Можно радоваться, набрав много очков. Но удовлетворения не получить, ибо знаешь, что не ты набрал очки, а лошадь. А бывает наоборот. Чувство удовлетворения приходит, когда знаешь, что себя не за что ругать, что нет твоей вины, что ты сделал все от тебя зависящее». Не было вины Игоря ни в том, что нынче ему достался конь-дубина. Кроме того он помнил, что если цыплят по осени считают, то в пятиборье—после пятого дня.
Эдуарду Сдобникову, стартовавшему последним, достался «ковбойский конек», который долго не повиновался, но все же был обуздан. Эдуард прошел трассу чисто, хотя скорость была невысокой: 7.47 сек. — 812 очков. Всего советская команда набрала в сумме 1630 очков — 10-е место.
- Верховая езда. Личное первенство.

1. В. Мальта (Бразилия) — 920 очков.
2. А. Аттавиани (Италия) — 920.
3. В. Корхонен (Финляндия) — 912.
4. Д. Паж (Австрия) — 880.
5. А. Джексон (США)
6. П. Лихтнер-Хоер (Австрия)
7. И. Надь (Венгрия) — 832.
8. Э. Сдобников (СССР) — 812.
9. Ф. Терек (Венгрия) — 796.

36. И. Новиков (СССР) — 488.

## Фехтование
10 часов длилось фехтование, советская и венгерская команды сумели отыграть у американцев, мексиканцев и финнов несколько сотен очков. Первое место выиграл Новиков - 1042 очка (47 боев - 36 побед), у Сдобникова - 979 очков (33 победы), Пичужкин набрал 853 очка (27 побед).
Сдобников по сумме двух дней вышел на 4-е место, опередив американца Джексона и венгра Терека. В фехтовании первой была советская команда, в общем зачете переместившись с 10 места на 4. Но по раскладу очков первых двух видов мало кто мог предсказать дальнейший ход событий.

## Стрельба
В стрельбе советские спортсмены одержали командную победу. Новиков выбил 193 очка, разделив 2-е место с американцем Джексоном, Пичушкин—192, заняв 5-е место. Сдобников—188 очков и оказался на девятой позиции. Это приблизило советскую команду к лидирующей американской. Победителем, как и на Римской олимпиаде, стал мексиканец Экобедо.
В стрелковом тире не обошлось и без драматических моментов. Как сообщалось в репортажах с чемпионата, во время последнего зачетного выстрела у представителя ГДР П.Магдебурга произошла осечка. При проверке пистолета в патроннике обнаружили стреляную гильзу, а в канале ствола—застрявшую пулю. Заряд оказался настолько слабый, что его вспышка произошла почти беззвучно. Решением жюри Магдебургу было разрешено произвести дополнительный выстрел. Спортсмен набрал 184 очка.
В последней серии зачетных выстрелов финн Т.Карэ нагнал 4 пули в мишень своего соседа А.Джексона. У того из 9 пробоин 7 оказались в десятке. Американцу разрешили перестрелку, и он повторил серию Новикова. Финну 4 выстрела не зачли, и он оказался последним.

## Плавание
В плавании большая высота Мехико над уровнем моря чувствовалась особенно остро. Кислорода явно не хватало.
Лучше всех преодолеть водный рубеж удалось венгерскому пятиборцу А. Бальцо - 3мин 59,7с. Его соотечественники Терек и Надь показали соответственно 4мин 17,5с и 4мин 15с. После финиша всем троим пришлось пользоваться кислородными баллонами. Второе и 3-е места Заняли шведские спортсмены Янссон и Юнефелт, 4-е - американец Джексон. Пятый результат показал Э.Сдобников—3мин 59,7с, что прибавило к его сумме 1005 очков. Десятое место в плавании занял В.Пичушкин—4мин 05,5с, 12-е И.Новиков—4мин 06,1с.
По сумме четырех видов Э.Сдобников вышел в лидеры—3634 очка, выиграв у Пешти (США) 5 очков, у Терека (Венгрия)—15.
Командное первенство в плавании также осталось за советскими пятиборцами.

## Бег
Перед бегом американцы на 237 очков, а венгры—на 221 опережали сборную СССР. Американцы не очень сильны в беге, и их можно было рассчитывать обойти, но венгры—бегуны отличные.
Теоретически для победы советской команде нужно было выиграть у венгров 74 секунды. Только дилетанты не знают, что сделать это было почти невозможно. У команды имелось только одно преимущество - она бежала за соперниками. А догонять всегда лучше, чем убегать.
В этих условиях решающими становятся морально-психологические факторы, о которых мы уже упоминали. Но для большей убедительности приведем конкретный пример из репортажа с чемпионата. Первым после венгра Терека должен был бежать Э.Сдобников. Его задача заключалась в том, чтобы отыграть у венгра секунд 20-30.
Эдик бежал изо всех сил. На километровой отметке тренер сборной команды Е.Талаев кричит ему: Выигрываешь у Терека 6 секунд! Жарко. Пот заливает лицо, щиплет губы. Трудно дышать. «Выигрываешь у Терека 14 секунд!» - вновь кричат ему вслед. И он усиливает темп, хотя кажется, быстрее бежать невозможно. Три километра! 23 секунды отыграно у Терека. Теперь уже остался последний километр. Нужно отдать все силы... Он финиширует, выиграв у венгра 33 секунды.
Венгерские тренеры что-то высчитывают, собравшись в кружок. А Пичушкин уже на старте. Он уже бежит. И выигрывает бег у всех. Последним стартовал Новиков. Такого бега не видели ни на одном чемпионате мира. У него отличный результат. И после пяти дней он обошел даже Терека.
Такой финал обеспечил командную победу. Это чудо! Венгры хватаются за голову, но ничего нельзя сделать. Журналисты бросаются в кабины к телефонам. Оказывается, они заранее дали в газеты сообщения, что победят венгры.
Но еще не решена личная победа. Пока не финишировал американец Пешти. Он может победить только в том случае, если пробежит быстрее Сдобникова. И он хотел пробежать лучше. Но километры отняли у Пешти силы. За двадцать метров до финиша он упал и пересек по-пластунски. Чемпионом мира стал Сдобников. Второе место занял Новиков, третье—Терек, четвертое—Бальцо, пятое - Джексон, шестое - Надь.
Произошло то, во что не сразу поверили даже по окончании соревнований. Э.Сдобников, И.Новиков, В.Пичушкин совершили спортивный подвиг. Игорь Новиков, вспоминая тот чемпионат, оценил его так: «Со многими партнерами пришлось мне выступать в сборной СССР. И с такими в том числе, которые были посильнее молодых Сдобникова и Пичушкина. Но та команда, наверное, была лучшей за все годы. Дружной была та команда, правильной. Не «Я» было в команде, а «МЫ». Наверное, потому, что один опытный, уже ветеран, и двое Молодых».
А вот оценка Э. Сдобникова: «Тогда, в шестьдесят втором, чемпионом стал я, Новиков был вторым. Он очень  переживал, потому что мог стать пятикратным чемпионом мира. Но, по-моему, та его серебряная медаль стоила золотой. Я не знаю ни одного другого пятиборца, который из такого безнадежного положения сумел бы выкарабкаться на пьедестал почета. Это был настоящий подвиг.
И что командой мы выиграли, в том главная заслуга Новикова. Я и тогда в интервью, которое у меня брали, говорил и сейчас могу повторить, что Новиков тогда в большей степени, чем я, заслужил звание чемпиона. И добавлю: я стал чемпионом во многом благодаря ему. Он настоящий лидер».

## Результаты
| Дисциплина           | Золото                                                     | Серебро                                            | Бронза                                           |
| Индивидуальный зачет | СССР · Эдуард Сдобников                                    | СССР · Игорь Новиков                               | Венгрия · Ференц Тёрёк                           |
| Командный зачет      | СССР · Игорь Новиков · Эдуард Сдобников · Валерий Пичужкин | Венгрия · Андраш Бальцо · Ференц Тёрёк · Имре Надь | США · Джон Даниелс · Пауль Пешти · Аллан Джексон |

* Итоговые результаты. Личное первенство.
| Место | Спортсмен        | Страна  | Сумма |
| ----- | ---------------- | ------- | ----- |
| 1.    | Сдобников Эдуард | СССР    | 4646  |
| 2.    | Ференц Терек     | Венгрия | 4451  |
| 3.    | Новиков Игорь    | СССР    | 4435  |
| 4.    | Бальцо Андраш    | Венгрия | 4426  |
| 5.    | Джексон Аллан    | США     | 4363  |
| 6.    | Имре Надь        | Венгрия | 4329  |
| 13.   | Пичужкин Валерий | СССР    | 4071  |

## Распределение наград
| Место  | Страна  | Золото | Серебро | Бронза | Всего |
| ------ | ------- | ------ | ------- | ------ | ----- |
| 1      | СССР    | 1      | 1       | 0      | 2     |
| 2      | Венгрия | 0      | 1       | 1      | 2     |
| 3      | США     | 0      | 0       | 1      | 1     |
| Totale | Totale  | 2      | 2       | 2      | 6     |